# フェアチャイルド J83
フェアチャイルド J83 (Fairchild J83) は、1955年に巡航ミサイルや爆撃機の非武装のデコイの動力として開発が開始されたターボジェットエンジン。開発は1958年11月に終了した。

## 設計と開発
1953年3月、アメリカ空軍は航空機と地上発射型デコイミサイルで防空施設を飽和させて戦略航空軍団の爆撃機の効果を高めるために全体運用要求 (GOR) 16を配布した。1955年12月にフェアチャイルド社がXSM-73 グースを含む地上発射式デコイ兵器システム123Aの契約を獲得した。マクドネル・エアクラフトは1956年2月に航空機発射型のデコイであるADM-20 Quailの製造に選ばれた。
1954年11月に両方のデコイの開発リスクを最小化する目的で2形式のエンジンの契約が交わされた。それぞれのエンジンの推力は2,450 lbf (10.9 kN)級で推力重量比の目標は 10:1だった。ゼネラル・エレクトリックはJ85の開発契約を獲得してフェアチャイルドは競合するエンジンであるJ83の契約を獲得した。GEはより先進的な設計を使用したことで、より推力重量比が高かった。
J83は1957年初頭に運転され、B-57 キャンベラが改造されて飛行エンジン試験機としてJ83の飛行試験のために使用された。 J83を動力とするXSM-73 Gooseは15回の飛行試験が実施された。
フェアチャイルドはカナディア社のTutorの動力のために他の2社のエンジン製造会社と競った。ライセンス生産のJ85が選ばれた。ノースロップ XQ-4AはJ83エンジンを使用するように開発されたがXQ-4Aが中止された事でエンジンは開発されなかった。
1958年11月、J83はXSM-73の1ヶ月前に中止された。アメリカ空軍はJ85は性能目標を高く満たしていると認識した。J85は同様にADM-20 Quailデコイ、XSM-73 ミサイルとT-38 タロン練習機の動力にも使用された。J83はXSM-73の動力に使用されただけだった。
J83の中止後、フェアチャイルドはエンジンの他の活用先を持たなかった。その結果、ロングアイランドのディアパークのフィアチャイルド社のエンジン部門は1959年の夏に閉鎖された。

## 搭載機
- XSM-73 グース
- ノースロップ XQ-4A (製造されず)

## 仕様
一般的特性
- 形式: ターボジェット
- 全長:
- 直径:
- 乾燥重量: 363 lb. (165 kg.)

構成要素
- 圧縮機: 7段式遷音速軸流式圧縮機
- 燃焼器: アニュラ型
- タービン: 2段式タービン
- 使用燃料: JP-4

性能
- 推力: 2,450 lb. (10.9 kN)
- 燃料消費率: 0.94 SFC
- 推力重量比: 6.5:1